# Tian Pengfei
Tian Pengfei (Dalian, China, 16 augustus 1987) is een Chinees professioneel snookerspeler. 
Kwartfinales bereikte hij op het Northern Ireland Open 2017, de European Masters 2018, het Gibraltar Open 2019 en het English Open 2019.

## Belangrijkste resultaten

### Niet-rankingtitels
| #  | Seizoen     | Toernooi                        | Verliezend finalist | Verliezend finalist | Score |
| -- | ----------- | ------------------------------- | ------------------- | ------------------- | ----- |
| 1. | 2009 / 2010 | The China Classic               | Zhang Anda          | CHN                 | 5-3   |
| 2. | 2010 / 2011 | Beijing International Challenge | Ryan Day            | WAL                 | 9-3   |

### Wereldkampioenschap
Hoofdtoernooi (laatste 32 of beter):
| #  | Seizoen     | Editie  | Prestatie  | Extra                                |
| -- | ----------- | ------- | ---------- | ------------------------------------ |
| 1. | 2018 / 2019 | WK 2019 | Laatste 32 | Verloor met 10-9 van Stephen Maguire |
| 2. | 2020 / 2021 | WK 2021 | Laatste 32 | Verloor met 10-7 van John Higgins    |